# Reda Pieleszewo
Reda Pieleszewo – przystanek kolejowy obsługiwany przez trójmiejską SKM, leżący w dzielnicy Redy, Pieleszewo.
W roku 2018 przystanek obsługiwał 1500–2000 pasażerów na dobę.

## Ruch pasażerski
| Rok  | Wymiana pasażerska na dobę |
| ---- | -------------------------- |
| 2017 | 1 500-2 000                |
| 2022 | 700-999                    |